# الشرف (حزم العدين)

تعديل مصدري - تعديل

الشرف هي إحدى قرى عزلة حقين بمديرية حزم العدين التابعة لمحافظة إب، بلغ تعداد سكانها 221 نسمة حسب تعداد اليمن لعام 2004.